# Bahujan Samaj Party
 (janvier 2022).
Si vous disposez d'ouvrages ou d'articles de référence ou si vous connaissez des sites web de qualité traitant du thème abordé ici, merci de compléter l'article en donnant les références utiles à sa vérifiabilité et en les liant à la section « Notes et références ».
Pour les articles homonymes, voir BSP.
Le Bahujan Samaj Party ou BSP (« Parti de la société majoritaire » en hindi) est un parti politique indien dont l'électorat est principalement composé de Dalits et basses castes. 
Fondé en 1984 et dirigé par Mayawati Kumari, le BSP est principalement présent dans le Nord de l'Inde, principalement en Uttar Pradesh qu'il a dirigé en coalition avec le BJP en 1995, en 1997 et de 2002 à 2003 puis seul de 2007 à 2012. Ils militent pour l'émancipation des Dalits. 
Le symbole du BSP est un éléphant.

## Résultats électoraux

États où le BSP…
… fait partie de la coalition au pouvoir.
… est le principal parti d'opposition.
… est un parti d'opposition minoritaire.
… n'a pas d'élus à la Vidhan Sabha.